# Chrysopa solenhofensis
Chrysopa solenhofensis là một loài côn trùng trong họ Chrysopidae thuộc bộ Neuroptera. Loài này được Weyenbergh miêu tả năm 1869.